# Młyn w Anielinie Swędowskim
Młyn w Anielinie Swędowskim – drewniany młyn wodny nad Moszczenicą, znajdujący się w Anielinie Swędowskim w województwie łódzkim, wybudowany w 1912 r.

## Historia miejsca
Młyn na Moszczenicy w miejscowości Swędów Szlachecki (obecnie obszar Anielina Swędowskiego) pochodzą występuje na mapach od początku XIX w., a według lokalnej tradycji istniał od niepamiętnych czasów. Młyn należał do dóbr dworskich do 1855 r., po czym został sprzedany. Kolejnymi właścicielami byli: Ferdynand Szlimm, rodzina Szwejbkowskich oraz Piotr Tomczak. Ostatnimi właścicielami dawnego młyna byli Władysław i Anna Mrówczyńscy (od ok. 1909 r.). Młyn został wymieniony w Słowniku geograficznym Królestwa Polskiego i innych krajów słowiańskich. Był użytkowany w okresie, gdy okoliczne tereny były zasiedlone przez osadników olenderskich. 

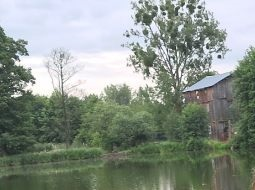
Młyn w Anielinie Swędowskim (2024)

## Obecny młyn
W 1912 r. w miejscu dawnego młyna na Moszczenicy wybudowany został nowy młyn na drewnianych palach, wyposażony w turbinę wodną. W okresie międzywojennym istniała tam osada młynarska Swędówek, w skład której wchodziło 6 domów. W 1945 r. młyn został omurowany, wykonano betonowe koryto rzeki oraz stawidła. Młyn był czynny do 1969 r. Na skutek decyzji o połączeniu miejscowości Swędówek i Anielin (około 1995 r.) obiekt znalazł się na terenie wsi Anielin Swędowski.

## Linki zwenętrzne
- Swędów Szlachecki, młyn wodny, [w:] Repozytorium Cyfrowe Instytutów Naukowych (Centralna Baza Danych o Młynach w Polsce) [online] [dostęp 2024-06-19]